# Selección femenina de bandy de Inglaterra
El Selección femenina de bandy de Inglaterra representa a Inglaterra en el deporte del bandy. Está controlado por la Federación de Bandy de Gran Bretaña.
Dirigido por el exjugador húngaro György Dragomir, el equipo planeaba participar en el Campeonato Mundial Femenina de Bandy de 2014, pero finalmente no estaba programado para aparecer.

## Participaciones

### Campeonato Mundial Femenina de Bandy
| Año  | Pos.                         |
| ---- | ---------------------------- |
| 2004 | No participó                 |
| 2006 | No participó                 |
| 2007 | No participó                 |
| 2008 | No participó                 |
| 2010 | No participó                 |
| 2012 | No participó                 |
| 2014 | Planeó participar pero cedió |
| 2016 | No participó                 |
| 2018 | No participó                 |
| 2020 | No participó                 |